# 香川県立高瀬高等学校
香川県立高瀬高等学校（かがわけんりつ たかせこうとうがっこう, Kagawa Prefectural Takase High School）は、香川県三豊市高瀬町下勝間に所在する公立の高等学校。2018年に創立70周年を迎えた。

## 概要
香川県の西部、三豊市にある全日制普通科の県立高等学校。
1948年4月1日、地元住民からの支持もあり高瀬町に本校、詫間町と高瀬町麻に分校を設立。当時は全日制、定時制共に設置されていた。現在の敷地は、爺神山と国市池に囲まれた標高の高い場所に位置している。その丘は「のぞみが丘」と名付けられ、後の高瀬のぞみが丘中学校、のぞみが丘祭の由来となっている。
1949年5月6日、開校式が挙行される。
2002年4月1日に、香川県内2校目の公立併設型中高一貫校として香川県立高瀬のぞみが丘中学校を併設するも、入学者数が伸び悩み、2009年より募集停止を決定。2011年3月16日、9年間の歴史に幕をおろした。
2003年より普通科内を文系、理系のコース制となった。2012年より普通科内にスポーツコースを設けられ、全3コース制となる。また、文系、理系を横断したより高い志望を持つ総合クラスが1年次より設けられている。

## 沿革
- 1948年4月1日 - 香川県立高瀬高等学校として設立許可。中心校に全日制、定時制普通科、農業科、家庭科別科、麻分校に定時制農業科、家庭科別科、詫間分校に定時制農業科、家庭科設置。
- 1949年5月6日 - 開校式挙行。
- 1949年7月30日 - 仮校舎から現在の校舎に移転。
- 1949年10月1日 - 校舎落成。
- 1950年4月1日 - 校訓制定。
- 1951年2月24日 - 校歌制定。
- 1957年7月6日 - 創立10周年記念式典挙行。旧体育館（講堂）竣工。
- 1958年4月17日 - 旧25mプール竣工。
- 1962年12月31日 - 西館竣工。
- 1967年4月1日 - 本校定時制課程閉校。
- 1968年4月1日 - 麻分校閉校。
- 1968年9月25日 - 創立20周年記念文化体育祭実施。
- 1968年12月3日 - 北館、武道場竣工。
- 1970年3月1日 - 同窓会館竣工。
- 1978年9月22日 - 創立30周年記念式典挙行。
- 1982年3月13日 - 新体育館（現・第1体育館）竣工。
- 1988年10月1日 - 創立40周年記念式典挙行。
- 1989年4月1日 - 高等学校に体育類型を設置。
- 1992年6月15日 - 現25mプール竣工。
- 1998年10月31日 - 中庭改修。
- 1998年11月21日 - 創立50周年記念式典挙行。
- 2001年11月1日 - 香川県立高瀬のぞみが丘中学校を設置。
- 2002年3月27日 - メディア棟竣工。
- 2002年4月1日 - 香川県立高瀬のぞみが丘中学校開校。
- 2002年10月31日 - 香川県立高瀬のぞみが丘中学校開校記念式典挙行。
- 2003年 - 高等学校の体育類型を廃止し、普通科内を文系、理系の2コース制となる。
- 2006年3月30日 - 第2運動場整備。
- 2007年3月20日 - 第2運動場走路アスファルト舗装整備。
- 2008年11月16日 - 創立60周年記念式典挙行。
- 2010年3月24日 - 旧体育館解体。
- 2011年3月16日 - 高瀬のぞみが丘中学校廃校。
- 2011年10月1日 - 第2体育館竣工。
- 2012年1月6日 - 音楽室改修（音楽棟からメディア棟へ移転）。
- 2012年3月27日 - 部室棟竣工。
- 2012年4月1日 - 普通科内にスポーツコースを設置。全3コース制となる。
- 2013年2月4日 - テニスコート防球ネット設置。
- 2013年3月22日 - 同窓会館一部解体。

## 設置学科
- 全日制普通科
  - 理系コース（2年次より選択）
  - 文系コース（2年次より選択）
  - スポーツコース（1年次より選択）

## 施設
- 本館 - 第3学年教室、校長室、職員室
- 北館 - 第2学年教室、保健室、第１学年教室、４組教室
- 図書館棟 - 図書館、食堂、書道教室
- メディア棟 - メディアルーム、音楽室
- 武道場
- 弓道場
- 艇庫
- ライフル射撃場
- プール - プール、更衣室
- 部室棟
- 第1体育館 - 体育教官室
- 第2体育館 - 部室
- 第1運動場
- 第2運動場
- テニスコート
- 同窓会館

## 部活動

### 運動部
- 硬式野球部（男子）
- 弓道部（男女）
- 卓球部（男女）
- 剣道部（男女）
- カヌー部（男女）
- サッカー部（男子）
- ソフトテニス部（男女）
- バレーボール部（女子）
- バドミントン部（男女）
- バスケットボール部（男女）
- ライフル射撃部（男女）
- 陸上競技部（男女）
- 山岳部（休部）
- 柔道部（休部）
- 水泳部（休部）

### 文化部
- 放送部
- 料理部
- 華道部
- 茶道部
- 文芸部
- 美術部
- 写真部
- 書道部
- 吹奏楽部
- 生物部
- 演劇部（休部）
- 無線部（休部）
- ESS部（休部）
- 新聞部（休部）

## 学校行事
- 遠足 - 全学年4月。
- 体育祭 - 全学年4月。
- クラスマッチ - 全学年7月にソフトボール、バレーボール、1〜2学年12月にサッカー、バスケットボール。
- 学習会 - 夏季休業中、冬季休業中に希望者を募り行われる。
- 学校祭 - 「のぞみが丘祭」が、毎年9月に行われる。
- 合唱コンクール - 学校祭内で1〜2学年によって行われる。
- 修学旅行 - 2年次12月に北海道へ3泊4日で行われる。
- 駅伝大会 - 1〜2学年2月。

## 最寄駅
- 四国旅客鉄道予讃線 - 高瀬駅から徒歩10分
- 三豊市コミュニティバス高瀬線・豊中仁尾線 - 加茂(高瀬高校口)から徒歩3分

## 著名な出身者
- 松崎キミ代 - 卓球選手（世界卓球選手権、全日本卓球選手権大会優勝）
- 大塚安則 - 元プロ野球選手
- 桂こけ枝 - 上方落語協会員、5代目桂文枝門下
- 要潤 - 俳優、うどん県副知事
- 梶剛（勝山梶） - 芸人、2代目香川住みます芸人

## 特記事項
- カヌー部は名門でインターハイ、国民体育大会などで男女共に何度も全国制覇を達成しており、世界大会出場者も輩出している。
- ライフル射撃部は香川県内唯一の部活動のため、校内試合が県大会となる。そのため、四国大会、全国大会ともに常連校である。全国制覇も経験している。
- ソフトテニス部、女子バスケットボール部、陸上競技部も強豪で、全国大会の出場経験がある。